# 16967 Marcosbosso
A 16967 Marcosbosso (ideiglenes jelöléssel 1998 SR132) a Naprendszer kisbolygóövében található aszteroida. A LINEAR projekt keretében fedezték fel 1998. szeptember 26-án.